# Lee Byung-hun
Lee Byung-hun (en hangul, 이병헌; Seúl, 12 de julio de 1970) es un actor surcoreano, conocido a nivel mundial por su papel como Hwang In-ho, "El líder" o "Frontman", en la serie El juego del calamar y también como Eugene Choi en la serie Mr. Sunshine.

## Biografía
Es hijo de Lee In-chul, quien murió en 1997 (mientras Byung-hun filmaba The Harmonium in My Memory), tiene una hermana menor Lee Eun-Hee, quien es ocho años menor que él y fue Miss Korea en 1997.
Estudió Inglés en la escuela cuando tenía 18 años, durante dos años y estudió Francés y Mandarín en la universidad. Fue a la escuela primaria Daewang, a las escuelas de educación secundaria Youngdong y Chungdong, después a la universidad de Hanyang, y se graduó en la universidad Chung-Ang en Teatro y Cinematografía.
Su nombre romanizado es Brian. Es budista y practicante de taekwondo.
A principios de 2000 comenzó a salir con la actriz surcoreana Song Hye-kyo, sin embargo dos años después la relación finalizó. 
En 2012 comenzó a salir con la actriz surcoreana Lee Min-jung (previamente habían salido brevemente en 2006). Finalmente la pareja se casó el 10 de agosto de 2013 en el Grand Hyatt Seoul. El 31 de marzo de 2015 tuvieron su primer hijo, Lee Joon-hoo.
El 9 de febrero de 2022 su agencia BH Entertainment, anunció que había dado positivo para COVID-19 el 7 de febrero del mismo año por lo que se encontraba en cuarentena.

## Carrera
Es miembro de la agencia BH Entertainment.
Saltó a la fama en su país por actuar en Joint Security Area, una de las primeras películas del director de culto, Park Chan-wook, que se convirtió en un éxito de crítica y comercial al abordar desde una perspectiva humana y libre de ideología el conflicto entre las dos Coreas. Su popularidad se vio reforzada posteriormente con su participación protagonista en dramas coreanos como Iris y All In. Obtuvo el reconocimiento internacional por sus actuaciones en películas de proyección fuera de su Corea natal, como A Bittersweet Life, de Kim Ji-woon y la más reciente I saw the devil, con el mismo director. Hizo su debut en Hollywood en G.I. Joe: Rise of Cobra como Storm Shadow.
Lee hizo su debut como actor en 1991, cuando protagonizó la serie de televisión Asphalt My Hometown. La película que le siguió, Joint Security Area, fue un éxito, superando el valor de taquilla fijado por Shirio.
Después de su papel en Bungee Jumping of Their Own, su talento como actor fue reconocido ampliamente.
Lee actuó también en la película Everybody Has Secrets con Choi Ji Woo, Chu Sang Mi y Kim Hyo Jin, una película sobre tres hermanas que se enamoran de Lee Soo-Hyon. Soo-Hyon se enamora de una de las hermanas, dejando a las otras dos con el corazón roto. La película recaudó $ 5.5 millones en Japón. 
A Bittersweet Life, del año 2005, obtuvo muy buenas críticas. Se está haciendo una versión norteamericana de esta película. 
En 2005, Lee publicó su autobiografía Limited, Brave and Human (Limitado, valiente y humano) durante su visita a Singapur, en una colección de tres DVD en los que habló sobre su vida y su carrera de actor.

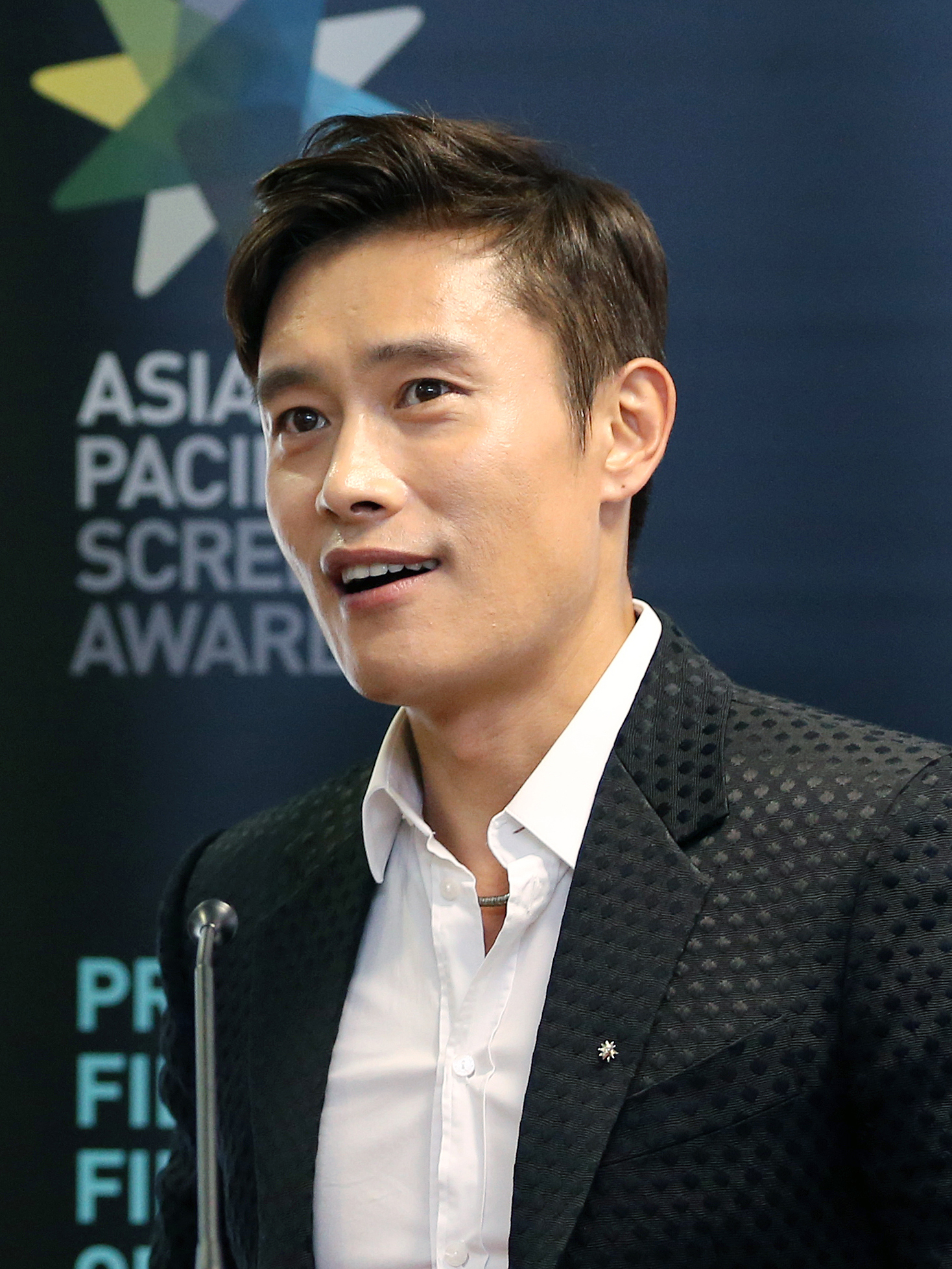
Lee Byung-hun en 2014.

Su imagen fue utilizada para el personaje principal del videojuego de Capcom Lost Planet: Extreme Condition, que fue lanzado el 12 de enero de 2007.
En diciembre de 2007, se confirmó que Lee fue elegido como el villano Storm Shadow en la película de acción G.I Joe. Esta película, distribuida en todo el mundo el 7 de agosto de 2009, marcó su debut en Hollywood, Lee repitió personaje en la secuela de G.I Joe que se estrenó a principios de verano de 2012. También lanzó un álbum en 2008, una de las canciones llamadas Itsuka fue cantada en japonés y llegó a alcanzar el tercer puesto en las listas musicales de Korea.
En abril de 2021 se anunció que estaba en pláticas para unirse al elenco de la serie Nuestro horizonte azul. La guionista de esta es Noh Hee-kyung, que la concibió a solicitud del propio Byung-hun como solución alternativa ante la suspensión de la serie Here, debida a la imposibilidad de rodar en el extranjero durante las primeras fases de la pandemia de Covid-19. Por este motivo el reparto en ambas series es en gran medida el mismo. El rodaje de Nuestro horizonte azul comenzó en octubre de 2021 y se prolongó hasta marzo de 2022, con una suspensión en febrero causada por un positivo al Covid-19 del mismo Lee Byung-hun.

## Filmografía

### Series de televisión
| Año  | Título                     | Papel                   | Canal   | Notas | Ref.   |
| ---- | -------------------------- | ----------------------- | ------- | ----- | ------ |
| 1991 | Asphalt My Hometown        | Jinwoo                  | KBS2    |       |        |
| 1991 | Family                     |                         | KBS2    |       |        |
| 1991 | Flower That Never Wilt     |                         | KBS1    |       |        |
| 1992 | Days of Sunshine           | Choi Hyung-man          | KBS1    |       |        |
| 1992 | Dawn                       |                         | KBS2    |       |        |
| 1992 | Tomorrow Love              | Shin Bum-soo            | KBS2    |       |        |
| 1993 | The Sorrow of the Survivor | Yi Ja-myung             | KBS2    |       |        |
| 1993 | Police                     | Oh Hae-sung             | KBS2    |       |        |
| 1994 | The Fragrance of Love      | Kim Jun-ho              | SBS     |       |        |
| 1995 | Asphalt Man                | Kang Dong-joon          | SBS     |       |        |
| 1995 | Son of Wind                | Chang Hong-pyo          | KBS2    |       |        |
| 1997 | Beautiful My Lady          | Hwang Jun-ho            | SBS     |       |        |
| 1997 | I Do                       |                         | SBS     |       |        |
| 1997 | Wedding Dress              |                         | KBS2    |       |        |
| 1998 | White Nights 3.98          | Min Kyung-bin           | SBS     |       | [ 7 ]  |
| 1999 | Happy Together             | Suh Tae-poong           | SBS     |       | [ 8 ]  |
| 1999 | Love Story 1: Sunflower    | Tae-sung                | SBS     |       | [ 9 ]  |
| 1999 | Sally is Back              |                         | KBS2    |       |        |
| 2001 | Road                       | Woo-sik                 | SBS     |       | [ 10 ] |
| 2001 | Beautiful Days             | Lee Min-chul            | SBS     |       | [ 11 ] |
| 2003 | All In                     | Kim In-ha               | SBS     |       |        |
| 2009 | Iris                       | Kim Hyun-jun            | KBS2    |       |        |
| 2011 | Diplomat Kosaku Kuroda     | John                    | Fuji TV | Cameo | [ 12 ] |
| 2018 | Mr. Sunshine               | Eugene Choi             | tvN     |       |        |
| 2021 | El juego del calamar       | Front Man / Hwang In-ho | Netflix | Cameo | [ 13 ] |
| 2022 | Nuestro horizonte azul     | Lee Dong-seok           | tvN     |       | [ 14 ] |
| 2024 | El juego del calamar 2     | Front Man / Hwang In-ho | Netflix |       | [ 15 ] |

### Películas
| Año  | Título                           | Papel                            | Notas                        | Ref.                 |
| ---- | -------------------------------- | -------------------------------- | ---------------------------- | -------------------- |
| 1995 | Who Drives Me Crazy              | Lee Jong-du                      |                              |                      |
| 1995 | Runaway                          | Lee Dong-ho                      |                              |                      |
| 1996 | Kill the Love                    | Love                             |                              |                      |
| 1997 | Elegy of the Earth               | Park Jong-man                    |                              |                      |
| 1999 | The Harmonium in My Memory       | Kang Soo-ha                      |                              | [ 16 ]               |
| 2000 | Área común de seguridad          | Lee Soo-hyeok                    |                              | [ 17 ]               |
| 2001 | Bungee Jumping of Their Own      | Seo In-woo                       |                              | [ 18 ]               |
| 2002 | My Beautiful Girl, Mari          | Nam-woo adulto                   | Voz                          | [ 19 ]               |
| 2002 | Addicted                         | Dae-jun                          |                              | [ 20 ]               |
| 2004 | Everybody Has Secrets            | Choi Su-hyeon                    |                              | [ 21 ]               |
| 2004 | Three Extremes                   | Ryu Ji-ho                        | Cortometraje - 2ª parte: Cut | [ 22 ]               |
| 2005 | A Bittersweet Life               | Kim Sun-woo                      |                              |                      |
| 2006 | Once in a Summer                 | Yun Suk-young                    |                              | [ 23 ]               |
| 2007 | Hero                             | Kang Min-woo                     | Cameo                        | [ 24 ]               |
| 2008 | The Good, the Bad, the Weird     | Park Chang-yi, the Bad           |                              |                      |
| 2009 | I Come with the Rain             | Su Dongpo                        |                              |                      |
| 2009 | G.I. Joe: The Rise of Cobra      | Thomas Arashikage / Storm Shadow |                              | [ 25 ]               |
| 2010 | The Influence                    | W                                |                              | [ 26 ]               |
| 2010 | Iris: The Movie                  | Kim Hyun-jun                     |                              |                      |
| 2010 | Encontré al diablo               | Kim Soo-hyeon                    |                              | [ 27 ]               |
| 2012 | Masquerade                       | King Gwanghae / Beggar Ha-sun    |                              |                      |
| 2013 | G.I. Joe: Retaliation            | Thomas Arashikage / Storm Shadow |                              | [ 25 ]               |
| 2013 | Red 2                            | Han Cho-bai                      |                              | [ 25 ]               |
| 2015 | Terminator Génesis               | Cop / T-1000                     |                              | [ 25 ]               |
| 2015 | Memories of the Sword            | Deok-gi / Song Yoo-baek          |                              |                      |
| 2015 | Inside Men                       | Ahn Sang-goo                     |                              | [ 28 ]               |
| 2016 | Misconduct                       | The Accountant                   |                              | [ 25 ]               |
| 2016 | The Age of Shadows               | Jeong Chae-san                   | Cameo                        | [ 29 ]               |
| 2016 | Los siete magníficos             | Billy Rocks                      |                              | [ 30 ]               |
| 2016 | Master                           | Presidente Jin                   |                              |                      |
| 2017 | A Single Rider                   | Kang Jae-hoon                    |                              |                      |
| 2017 | The Fortress                     | Choi Myung-kil                   |                              |                      |
| 2018 | Keys to the Heart                | Jo-ha                            |                              |                      |
| 2019 | Ashfall                          | Lee Joon-Pyeong                  |                              | [ 31 ]               |
| 2020 | The Man Standing Next            | Kim Jae-gyu                      |                              | [ 32 ]               |
| 2022 | Emergency Declaration            | Jae Hyuk                         |                              | [ 33 ] [ 34 ]        |
| 2022 | I Believe In A Thing Called Love |                                  |                              | [ 35 ]               |
| 2023 | Concrete Utopia                  | Yeong-tak                        |                              | [ 36 ] [ 37 ] [ 38 ] |
| 2025 | La partida de go                 | Cho Hun-hyun                     |                              | [ 39 ] [ 40 ] [ 41 ] |
| 2025 | Kpop Demon Hunters               | Gwi-Ma                           | Voz                          | [ 42 ]               |

### Presentador
| Año  | Título                    | Notas                    |
| ---- | ------------------------- | ------------------------ |
| 2021 | 57th Baeksang Arts Awards | presentador de categoría |
| 2020 | 56th Baeksang Arts Awards | presentador de categoría |

### Revistas / Sesiones fotográficas
| Año  | Título            | Notas                             |
| ---- | ----------------- | --------------------------------- |
| 2019 | High Cut Magazine | junto a Ha Jung-woo               |
| 2013 | Grazia Korea      | junto a Bae Soo-bin y Kim Do-hyun |

### Vídeos musicales
| Año  | Título   | Artista | Ref.   |
| ---- | -------- | ------- | ------ |
| 2017 | I Luv It | PSY     | [ 46 ] |

## Premios

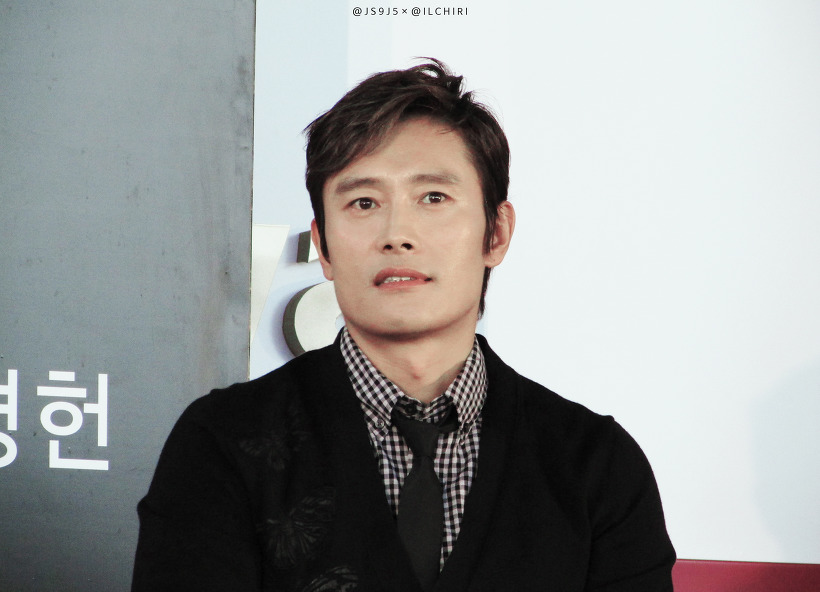
Lee Byung-hun durante el Festival de Cine Internacional en Busan en octubre de 2016.

- 2021: 15th Asian Film Awards (AFA) - Asian Film Excellence Award[47]
- 2020: 14th Asian Film Awards: Mejor Actor por "The Man Standing Next"[48]
- 2020: 40th Korean Association Of Film Critics Awards: Mejor Actor por "The Man Standing Next"[49]
- 2020: 29th Buil Film Award: Mejor Actor por "The Man Standing Next"[50]
- 2005 Busan Cinema Critics Award: Mejor Actor Protagonista
- 2003 39th Baek-sang Arts Award: Mejor Actor por All In
- 2002 38th Baek-sang Arts Award: Mejor Actor
- 2001 SBS Drama Awards: Mejor Actor
- 2001 Blue Dragon Awards: Actor Más Popular
- 2000 Busan Cinema Critics Award: Mejor Actor Protagonista
- 1996 KBS Drama Awards: Mejor Actor
- 1995 KBS Drama Awards: Mejor Actor
- 1993 KBS Drama Awards: Mejor Actor
- 1992 KBS Drama Awards: Mejor Actor

| Año  | Premios                        | Categoría                 | Papel                  | Resultado | Ref.          |
| ---- | ------------------------------ | ------------------------- | ---------------------- | --------- | ------------- |
| 2022 | Premios Blue Dragon Film       | Mejor actor               | Emergency Declaration  | Nominado  |               |
| 2022 | Premios Director's Cut         | Mejor actor (cine)        | The Man Standing Next  | Ganador   |               |
| 2022 | Premios Grand Bell             | Mejor actor               | Emergency Declaration  | Nominado  |               |
| 2023 | Premios Baeksang Arts          | Mejor actor de televisión | Nuestro horizonte azul | Nominado  |               |
| 2023 | Premios Blue Dragon Film       | Mejor actor protagonista  | Concrete Utopia        | Ganador   |               |
| 2023 | Premios Buil Film              | Mejor actor               | Concrete Utopia        | Ganador   |               |
| 2023 | Premios Grand Bell             | Mejor actor               | Concrete Utopia        | Ganador   |               |
| 2023 | Premios Marie Claire Asia Star | Actor del año             | Concrete Utopia        | Ganador   | [ 51 ]        |
| 2024 | Premios Baeksang Arts          | Mejor actor (cine)        | Concrete Utopia        | Nominado  | [ 52 ]        |
| 2024 | Premios Baeksang Arts          | Actor más popular         | Lee Byung-hun          | Nominado  | [ 53 ]        |
| 2024 | Premios Director's Cut         | Mejor actor (cine)        | Concrete Utopia        | Ganador   | [ 54 ]        |
| 2025 | 61.os Premios Baeksang Arts    | Mejor actor (cine)        | La partida de go       | Nominado  | [ 55 ] [ 56 ] |
| 2025 | Premios Director's Cut         | Mejor actor (cine)        | La partida de go       | Ganador   | [ 57 ]        |